# Еуробрун
ЕуроБрун е италиано-швейцарски бивш отбор на Формула 1, базиран в Сенаго, Милано, Италия. Участва в общо 46 състезания без нито една спечелена точка.
Отборът е комбинация от механическата човешка сила и умения от Джиампаоло Паванело и неговия Еурорейсинг и Валтер Брун, който водеше свой отбор Брун Моторспортс в спортните автомобилни серии.

## 1988
В дебютния сезон Еуробрун участваха с конструиран от Марио Толентино болид, ER188, задвижван с двигатели Форд Косуърт DFZ. Шампионът от Формула 3000 Стефано Модена и дълго време пилот на Брун Моторспорт, Оскар Лараури бяха избрани да участват. Въпреки доброто началото, липсата на пари бе големият проблем за отбора. Вътрешни проблеми попречиха на тимът да замени аржентинеца Лараури, с Кристиан Данер. И двамата пилоти не намериха участие в определени състезания, като Модена не участва в само четири, включително и две дисквалификации и Лараури в седем. Най-добър резултат е 11-о място на Модена в ГП на Унгария.

## 1989
Еуробрун участваха само с един болид, пилотиран от Грегор Фойтек, докато миналогодишния болид ER188 бе модифициран за да използва двигатели Джъд и гуми на Пирели. Във всички състезания отборът не премина пре-квалификациите с изключение в Бразилия където Фойтек премина пре-квалификациите. Дори и новият болид ER189, не даде нужните резултати което накара Фойтек да напусне и да бъде заменен от завръщащия Оскар Лараури, но без никакви подобрения.

## 1990
Въпреки катастрофалния 1989 сезон Еуробрун отново участваха с два болида (с модифицирана версия на миналогодишния болид ER189B) за бразилеца Роберто Морено и за италианеца Клаудио Лангес. Самият Лангес не успя дори да премине пре-квалификация веднъж, докато Морено стартира 16-и и финишира 13-и във Финикс. Бразилецът успя да се класира за състезанието за Сан Марино и беше близо да се класира в още две надпревари, но с Брун губейки интерес, болидите се озоваха в края на колоната. След само 14 състезания, отборът затваря врати, участвайки само в 21 участия от общо 46 участия (76 като включим сезоните с които отбора участва с два болида).